# Ващенко, Григорий Андреевич
Григорий Андреевич Ващенко (род. 29 января 1995, Санкт-Петербург) — российский хоккеист, защитник.

## Биография
Воспитанник петербургского СКА, с сезона 2012/13 начал играть в команде МХЛ «СКА-1946», в следующем сезоне также выступал за «ВМФ-Карелия» в ВХЛ, в сезоне 2014/15 — за «СКА-Карелия». В декабре 2014 года перешёл в подольский «Витязь» и дебютировал в КХЛ. В 2016 году перешёл в «Торос» из ВХЛ, в конце 2017 года перешёл в «Адмирал». Играл в ВХЛ за «Ермак» и «Югру» (2018/19) и «СКА-Неву» (2019/20 — 2023/24). 30 мая 2024 года подписал контракт в «Витязем». Летом получил тяжёлую травму в сыграл в КХЛ только в феврале. 6 июня 2025 года перешёл в «Северсталь».